# Подгорное (Михайловский район)
Подгорное (укр. Підгірне) — село,
Марьяновский сельский совет,
Михайловский район,
Запорожская область,
Украина.
Код КОАТУУ — 2323384406. Население по переписи 2001 года составляло 86 человек.

## Географическое положение
Село Подгорное находится на расстоянии в 2,5 км от сёл Сладкое и Молодёжное.

## История
- 1922 год — дата основания.